# Barrett Strong
Barrett Strong (West Point (Mississippi), 5 februari 1941 – Detroit (Michigan), 28 januari 2023) was een Amerikaanse soulzanger en tekstdichter. Hij is vooral bekend vanwege het feit dat hij de eerste hit voor het platenlabel Motown opnam. Daarnaast is hij beroemd om de hits die hij samen met Norman Whitfield schreef voor onder meer The Temptations.

## Begin van zangcarrière
Barrett Strong werd geboren in Mississippi, een van de zuidelijke staten van de VS, en trok op jonge leeftijd naar het noorden van het land. Hij ging wonen in Detroit (Michigan), omdat daar meer werk was dan in het zuiden van de VS. Strong ging niet werken in de auto-industrie waar de stad om bekend is, maar wilde carrière maken in de muziekwereld. In eerste instantie was hij zanger. In 1959 kreeg hij een contract aangeboden bij Motown, een platenmaatschappij die toen nog alleen op regionale schaal hits scoorde. In augustus bracht Barrett Strong echter het nummer Money (That's What I Want) uit. Dit nummer was geschreven door Berry Gordy, de baas van het label, en Janie Bradford. Het thema, dat de verteller geld nodig heeft, was gebaseerd op het feit dat Gordy geld nodig had om zijn platenmaatschappij uit te kunnen breiden. Money (That's What I Want) sloeg aan bij het Amerikaanse publiek en werd begin 1960 de eerste Motown-hit. Op de poplijst miste het net de top 20, terwijl het op de R&B-lijst een #2 hit werd. Hierdoor kreeg Gordy het geld dat hij nodig had om Motown uit te kunnen breiden. Money (That's What I Want) werd later gecoverd door The Beatles, The Supremes en Jr. Walker & The All Stars. Zijn volgende single, Yes, No Maybe So, werd echter geen hit. Niet veel later besloot hij zijn zangcarrière te stoppen.

## Componist
Halverwege de jaren '60 ging Barrett Strong deel uitmaken van de vaste groep songwriters van Motown. Hij was als tekstschrijver de vervanger van Eddie Holland, die met Norman Whitfield hits geschreven als (I Know) I'm Losing You en Ain't Too Proud To Beg. Toen het trio Holland-Dozier-Holland in 1967 Motown verliet vanwege onenigheid over hun contract, nam Barrett Strong Eddie's plaats in, aanvankelijk samen met Roger Penzabene. Zij schreven samen met Norman Whitfield de hits I Wish It Would Rain, You're My Everything en I Could Never Love Another (After Loving You) voor The Temptations. Daarnaast schreven Penzabene en Strong, zonder Whitfield maar met Cornelius Grant, Take Me In Your Arms And Love Me voor Gladys Knight & the Pips.
Na de zelfmoord van Roger Penzabene in 1968 bleef het duo Whitfield-Strong over. Zij gingen in een andere stijl schrijven. Hoewel het duo ook nog liefdesnummers schreef, produceerden ze almaar meer nummers in het psychedelic soulgenre. Vooral The Temptations hadden hier veel succes mee, met hits als Ball Of Confusion (That's What The World Is Today), Cloud Nine en Run Away Child, Running Wild. Ook Marvin Gaye, Gladys Knight & The Pips, The Undisputed Truth, Edwin Starr en The Four Tops kregen hits van het duo. I Heard It Through the Grapevine was nog een hoogtepunt uit deze periode. Nadat Gladys Knight & The Pips er eerder een #2 hit mee gescoord hadden, zorgde Marvin Gaye, met een totaal ander arrangement, er een jaar later voor dat dit zijn eerste #1 werd.
Na het succes van Papa Was A Rollin' Stone, een #1 hit voor The Temptations die twee Grammy Awards opleverde, besloot Norman Whitfield door te gaan zonder Barrett Strong als songwriter. Hierna schreef Strong geen echte hits meer. Nog datzelfde jaar verliet hij Motown, dat verhuisde naar Los Angeles. Hij was niet de enige die Motown hierom de rug toekeerde. Onder andere veel van The Funk Brothers, de tot dan toe vaste studioband van Motown, Martha Reeves & The Vandellas, The Four Tops en Gladys Knight & The Pips deden hetzelfde.

## Vervolg zangcarrière
Nadat Barrett Strong Motown had verlaten tekende hij een contract bij Epic Records. Hij ging weer aan de slag als zanger. Bij Epic bracht hij echter maar één single uit, die geen hit werd. Daarna tekende hij een contract bij Capitol Records, waar hij in de jaren '70 twee albums uitbracht. Zijn singles noch zijn albums werden echter commerciële successen, en Barrett Strong geraakte almaar meer in de vergetelheid. Op latere leeftijd schreef hij nog steeds nummers en bleef zingen. Zo bracht hij in 2008 samen met rockzangeres Eliza Neals het album Stronghold II uit.
Strong Barrett overleed op 28 januari 2023 op 81-jarige leeftijd.

## #1 hits geschreven door Barrett Strong
- I Can't Get Next To You (The Temptations)
- I Heard It Through the Grapevine (Marvin Gaye)
- Just My Imagination (Running Away With Me) (The Temptations)
- Papa Was A Rollin' Stone (The Temptations)
- War (Edwin Starr)

- Bibsys: 44458
- Biblioteca Nacional de España: XX1630374
- Bibliothèque nationale de France: cb14823368p (data)
- CiNii: DA17021016
- Gemeinsame Normdatei: 134579127
- International Standard Name Identifier: 0000 0000 7730 2294
- Library of Congress Control Number: n92088668
- MusicBrainz: 31ee774b-6248-48d5-a8b5-0d9bebeaba9d
- Nationale Bibliotheek van Tsjechië: pna2012687898
- Nationale Bibliotheek van Israël: 987007268526405171
- Virtual International Authority File: 66731814
- WorldCat: E39PBJht3Vc4r3PjGH3DwjPJDq